# 龙的世界
《龙的世界》（英語：Dragonworld）是一部1994年家庭奇幻電影，由泰德·尼古拉執導，以錄影帶首映發行。

## 主要情节
在近代，年輕的約翰·麥高恩到蘇格蘭後，他在一次交通事故中失去了他的父母，住在他的祖父的城堡。在神奇的許願樹，他的祖父的遺產，他讓人想起了朋友，這是他綽號《猶勒》的嬰兒龍。他們一起長大，和1天紀錄片電影製片人鮑伯·阿姆斯壯，他的女兒貝絲和他的飛行員布朗尼麥基絆倒後，猶勒。渴望名聲和金錢，說服約翰·鮑勃“租”猶勒當地腐敗的商人，萊斯特·麥金太爾。約翰，部分被強制的要約安裝在城堡的稅收支付了，讓萊斯特採取猶勒。他這樣做，也是因為他的興趣越來越大，在貝絲。猶勒更是苦不堪言，在新的主題公園，為他建造的騷擾，當它變得清晰，麥金太爾欺騙他們，以便利用龍，約翰和他的新朋友採取行動。

## 演员名单
| 角色                  | 演員              | 國語配音 | 粵語配音 |
| --------------------- | ----------------- | -------- | -------- |
| 約翰尼·麥高恩         | 阿拉斯泰尔·麦肯齐 |          |          |
| 約翰尼·麥高恩（年輕） | 科特兰·米德       |          |          |
| 特威廷厄姆小姐        | 珍妮特·亨弗瑞     |          |          |
| 搬運工                | 斯圖亞特·坎貝爾   |          |          |
| 貝絲·阿姆斯特朗       | 布蘭妮·鮑威爾     |          |          |
| 鮑伯·阿姆斯特朗       | 約翰·加爾文       |          |          |
| 萊斯特·麥金太爾       | 約翰·伍德藤       |          |          |
| 布朗尼·麥吉           | 吉姆·鄧克         |          |          |
| 科斯格羅夫夫人        | 莉拉·凱           |          |          |
| 安格斯·麥高恩         | 安德魯·基爾       |          |          |